# Nando Rafael
Nando Rafael (Luanda, 10 gennaio 1984) è un ex calciatore angolano con cittadinanza tedesca, di ruolo attaccante.

## Carriera

### Club
Nato in Angola, con la famiglia è emigrato nei Paesi Bassi all'età di 8 anni, per sfuggire alla guerra civile nel suo paese. Si è iscritto alla scuola calcio dell'Ajax di Amsterdam, nel quale è rimasto fino al 2002 (e col quale ha esordito in Eredivisie).
Nel 2002 è passato allo Hertha di Berlino: nella capitale ha giocato quattro stagioni e ha messo a segno 29 reti in Bundesliga pur essendo una riserva. Nell'estate del 2006 è stato acquistato dal Borussia Mönchengladbach di Jupp Heynckes. In seguito ha militato nel Fortuna Düsseldorf.

### Nazionale
Pur essendo angolano di nascita e di famiglia, nel 2002 ha ricevuto la cittadinanza tedesca e ha potuto così essere convocato nella nazionale di calcio tedesca Under 21.

## Palmarès

### Club

#### Competizioni nazionali
- Campionato olandese: 1

Ajax: 2001-2002
- Coppa dei Paesi Bassi: 1

Ajax: 2001-2002
- Campionato tedesco di seconda divisione: 1

Borussia Mönchengladbach: 2007-2008